# Miomir Mugoša
Miomir Mugoša (Миомир Мугоша), (Cetiña 23 de julio de 1950) es un político y licenciado en medicina montenegrino. Es el alcalde de Podgorica, la capital de Montenegro, desde el año 2000 hasta 2014. 

## Biografía
Nació en Cetiña el 23 de julio de 1950 y realizó sus estudios básicos en Podgorica, graduándose después en la Universidad de Belgrado. Se especializó en cirugía general, con énfasis en cirugía hepatobiliar.
Mugoša trabajó en el servicio de emergencia del centro de salud y en la Clínica de Cirugía del Centro Clínico de Montenegro. Trabajó como Director de la Clínica Centro de Montenegro en el período de 1996-97. Actualmente es el ministro con más antigüedad de servicio en el Gobierno de Montenegro. Desde 1990 a noviembre de 2000 cubre la posición de la ministra de Sanidad, con la excepción de 3 meses durante los cuales actuó como Ministro de Trabajo y Previsión Social.
Mugoša ha sido miembro del Partido de los Socialistas Democráticos de Montenegro (PSDM) desde su fundación. Es miembro de la placa principal del PSDM en Donja Gorica. El 13 de septiembre de 2006, fue reelegido para un segundo mandato en la alcaldía de Podgorica.